# Galápagos (série télévisée)
Pour les articles homonymes, voir Galápagos (homonymie).
Galápagos est un film documentaire sur la nature en trois parties de la BBC explorant l'histoire naturelle des îles Galápagos et leur rôle important dans la formation de la théorie de l'évolution de Charles Darwin. Elle a été transmise pour la première fois dans le Royaume-Uni sur BBC Two en septembre 2006. La série a été filmée en haute définition, produite par Mike Gunton et Patrick Morris du Service d'Histoire Naturelle de la BBC et narré par l'actrice Tilda Swinton. La série a été proposée à la BBC par les principaux directeurs de la photographie Paul D. Stewart et Richard Wollocombe.

## Épisodes
Les épisodes, chacun de 50 minutes de longueur, sont les suivants :
- Born of Fire (Nées du Feu) - une introduction aux îles volcaniques
- Islands that Changed the World (Les Îles qui ont Changé le Monde) - révèle la façon dont les îles ont contribué à façonner la théorie de l'évolution
- Forces of Change (Forces du Changement) - comment la vie a évolué pour faire face aux changements climatiques et volcaniques

Quelques-unes des espèces endémiques de la faune présentées dans la série sont les frégates, les iguanes marins des Galápagos, les cormorans aptères, les tortues géantes des Galápagos, les pinsons de Darwin et les fous à pieds bleus.

## Récompenses
L'épisode d'ouverture Nées du feu a remporté quatre prix lors du Festival international du Film Animalier en 2007 à Missoula. Il a gagné "Meilleur du Festival" au Festival Jackson Hole du Film Animalier de 2007 et a remporté un prestigieux Peabody Award dans la même année. Horace Newcomb, directeur des Peabody Awards, a décrit le premier épisode comme l'une des plus belles choses qu'il ait jamais vu. Il a également été nommé aux BAFTA, Royal Television Society, WildScreen & Emmy pour la cinématographie et a remporté plus de récompenses pour sa photographie de la Guilde des Cameramen de Télévision et au Festival japonais du Film Animalier de 2007. Les ventes DVD et Blu-Ray de Galapágos aux États-Unis ne se classaient au deuxième rang qu'après Planète Terre et Planète Bleue dans les ventes de l'Histoire Naturelle Mondiale de la BBC pendant trois ans après sa sortie.

## Produits
Un DVD, un Blu-ray, un CD de la bande originale et un livre ont été publiés pour accompagner la série TV :
- Un set de 2 DVD de Région 2 (BBCDVD1997) comprenant les trois épisodes long-métrage est sorti le 30 octobre 2006. Le DVD comprend le documentaire commandé spécialement de 60 minutes, Lonesome George et la Bataille pour les Galápagos ("George le Solaitaire et la Bataille des Galápagos"), diffusé à l'origine aux côtés de Galápagos sur BBC Four.
- La série est sorti en Blu-ray sans région (BBCBD0011) le 12 novembre 2007. Ce disque montre le film en résolution 1080i.
- Le livre de poche compagnon, Galápagos: The Islands that Changed the World (Galápagos : Les Îles qui ont Changé le Monde) par Paul D. Stewart, avec une préface de Richard Dawkins, a été publié par BBC Livres le 7 septembre 2006  (ISBN 0-563-49356-9).
- Le CD de la bande originale avec la musique créée par Paul Leonard-Morgan a été publié en 2006.